# II. Vonónész pártus király
II. Vonónész († 51) Média Atropaténé, majd rövid ideig a Pártus Birodalom királya.
Vonónész az Arszakida uralkodódinasztia egyik mellékágából származott. Apja daha fejedelem volt (valószínűleg II. Mithridatész pártus király leszármazottja), anyja pedig IV. Phraatész király lánya. Bátyját, II. Artabanoszt - aki előtte uralta a pártus vazallus Média Atropaténét - 11/12 körül az elűzött I. Vonónész helyére Parthia királyává választották.
Vonónész élete nagy részében, 11/12-től egészen 51-ig, Média Atropaténét kormányozta. Uralkodásának történései kevéssé ismertek.
51-ben meghalt unokaöccse (II. Artabanosz fogadott fia), II. Gotarzész, az akkori pártus király és Vonónész a Pártus Birodalom királya lett. Azonban néhány hónappal később maga is elhunyt és fia, I. Vologaészész követte a trónon. Tacitus megfogalmazása szerint "Ővele nem történt sem szerencsés, sem szerencsétlen dolog, ami emlékezetessé tenné: rövid és dicstelen volt uralkodása".
II. Vonónész három fia három országban uralkodott: I. Vologaészész Parthiában, Pakórosz Média Atropaténében, I. Tiridatész pedig Örményországban. 

## Fordítás
- Ez a szócikk részben vagy egészben  a   Vonones II című angol Wikipédia-szócikk ezen változatának fordításán alapul.  Az eredeti cikk szerkesztőit annak laptörténete sorolja fel. Ez a jelzés csupán a megfogalmazás eredetét és a szerzői jogokat jelzi, nem szolgál a cikkben szereplő információk forrásmegjelöléseként.

| Előző uralkodó: II. Gotarzész | Pártus király 51 | Következő uralkodó: I. Vologaészész |